# Molkhaţāvī
Molkhaţāvī (persiska: ملخطاوی, Molḩaţāvī) är en ort i Iran.   Den ligger i provinsen Kermanshah, i den västra delen av landet, 500 km väster om huvudstaden Teheran. Molkhaţāvī ligger 1 386 meter över havet och antalet invånare är 422.
Terrängen runt Molkhaţāvī är varierad.Runt Molkhaţāvī är det ganska tätbefolkat, med 60 invånare per kvadratkilometer. Närmaste större samhälle är Eslāmābād-e Gharb, 18,3 km väster om Molkhaţāvī. Trakten runt Molkhaţāvī består till största delen av jordbruksmark.